# شبيه الريح (مسلسل)
شبيه الريح مسلسل تلفزيوني إماراتي من إنتاج سنة 2015. عرض في شهر رمضان عام 2015.

## ملخص القصة
تدور الأحداث حول (يعروف) مدرس إماراتي من عهد السبعينيات  ترك التدريس لفترة طويلة ليعتني بأبيه المريض  وبعد فترة طويلة يعود للتدريس مرة أخرى ويحدث بينه وبين أحد طلابه خلاف ينتهي بأن يضرب الطالب  الذي يتضح أنه ابن رجل عصبي المزاج وذو نفوذ يدعى (الضب) والآن على (يعروف) أن يهرب في أنحاء (الإمارات) كلها هربًا من انتقام والد الطالب.

## طاقم التمثيل
- عبد الله زيد
- جمعة علي
- مريم سلطان
- رزيقة الطارش
- علي التميمي
- محمد الكعبي
- نسمة مصطفى
- نهى رأفت
- فاطمة دراس
- أحمد الانصاري
- علي القحطاني
- إبراهيم سالم
- خلف الأحبابي
- فاطمة جاسم
- نرمين محسن
- نصر حماد
- حبيب غلوم
- لاميتا فرنجية
- يوسف الكعبي
- ساعد الجنيبي
- عبدالله بو هاجوس
- عبدالله نبيل
- سعيد عبد العزيز

## وصلات خارجية
- شبيه الريح على موقع قاعدة بيانات الأفلام العربية